# Orfelia crassicauda
Orfelia crassicauda är en tvåvingeart som beskrevs av Uesugi 2004. Orfelia crassicauda ingår i släktet Orfelia och familjen platthornsmyggor. Inga underarter finns listade i Catalogue of Life.